# Dênis Marques
Dênis Marques (sinh ngày 22 tháng 2 năm 1981) là một cầu thủ bóng đá người Brasil.

## Sự nghiệp câu lạc bộ
Dênis Marques đã từng chơi cho Omiya Ardija.

## Thống kê câu lạc bộ

### J.League
| Đội          | Năm       | J.League | J.League | J.League Cup | J.League Cup | Tổng cộng | Tổng cộng |
| Đội          | Năm       | Trận     | Bàn      | Trận         | Bàn          | Trận      | Bàn       |
| ------------ | --------- | -------- | -------- | ------------ | ------------ | --------- | --------- |
| Omiya Ardija | 2007      | 13       | 2        | 0            | 0            | 13        | 2         |
| Omiya Ardija | 2008      | 20       | 8        | 3            | 1            | 23        | 9         |
| Omiya Ardija | 2009      | 9        | 1        | 4            | 0            | 13        | 1         |
| Tổng cộng    | Tổng cộng | 42       | 11       | 7            | 1            | 49        | 12        |